# Lycopodium dendroideum
Lycopodium dendroideum là một loài thực vật có mạch trong Họ Thạch tùng. Loài này được Michx. mô tả khoa học đầu tiên năm 1803.

## Hình ảnh

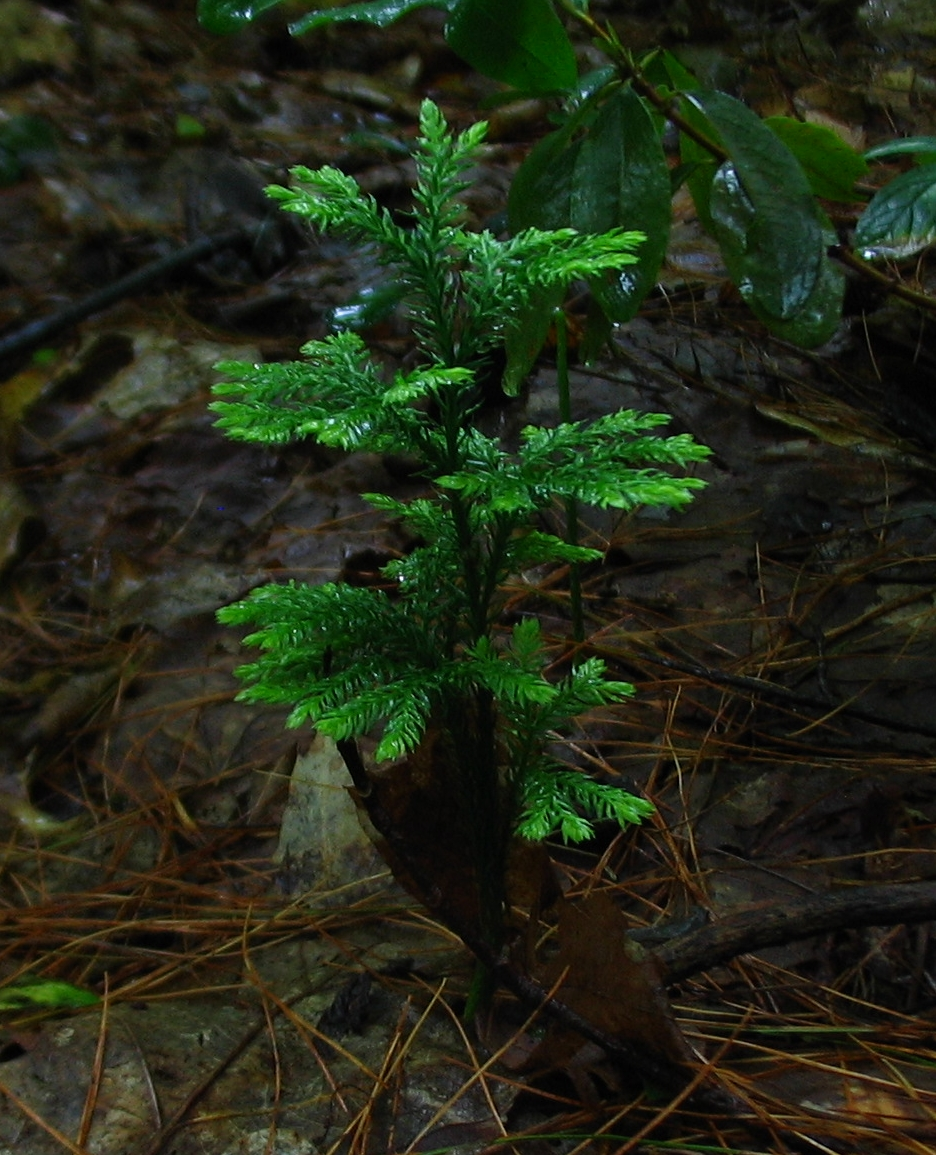
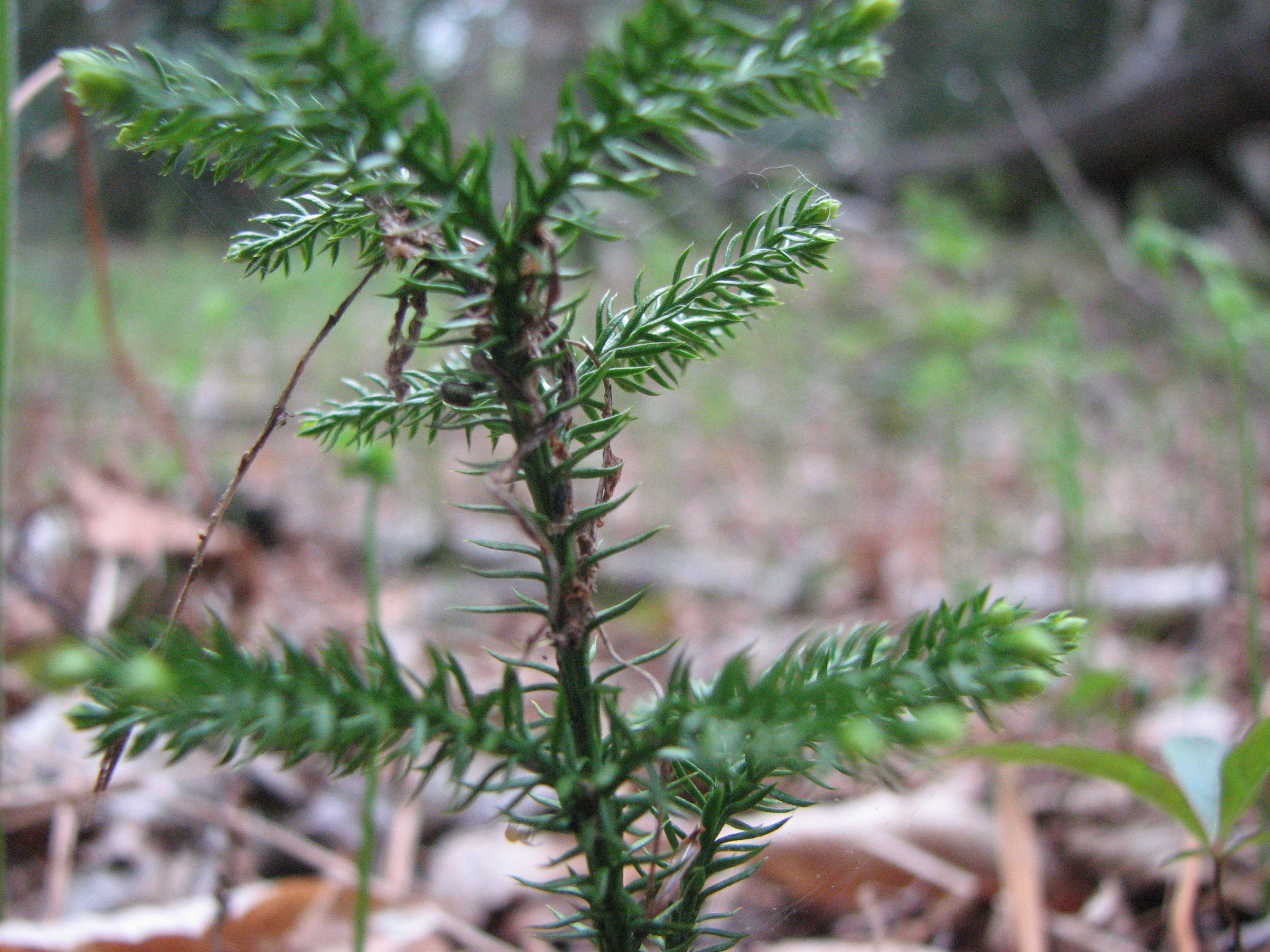
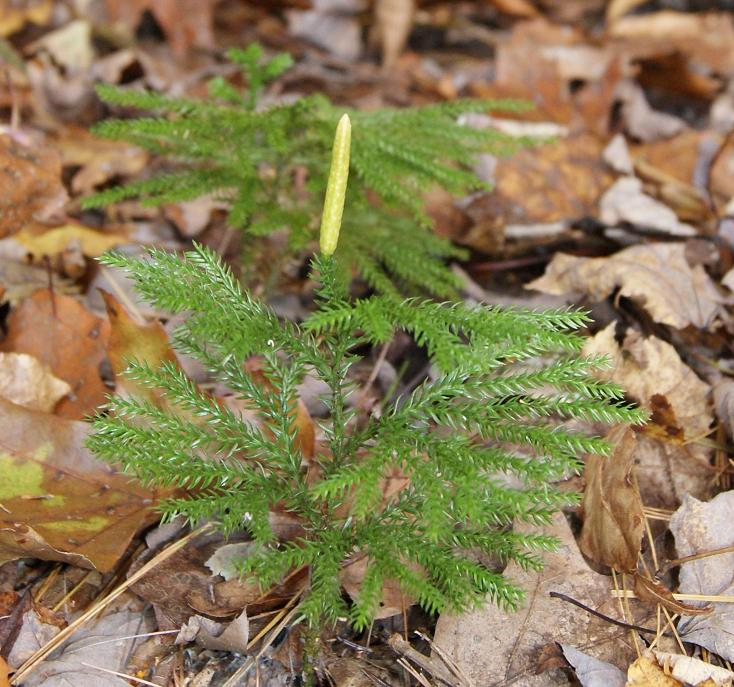
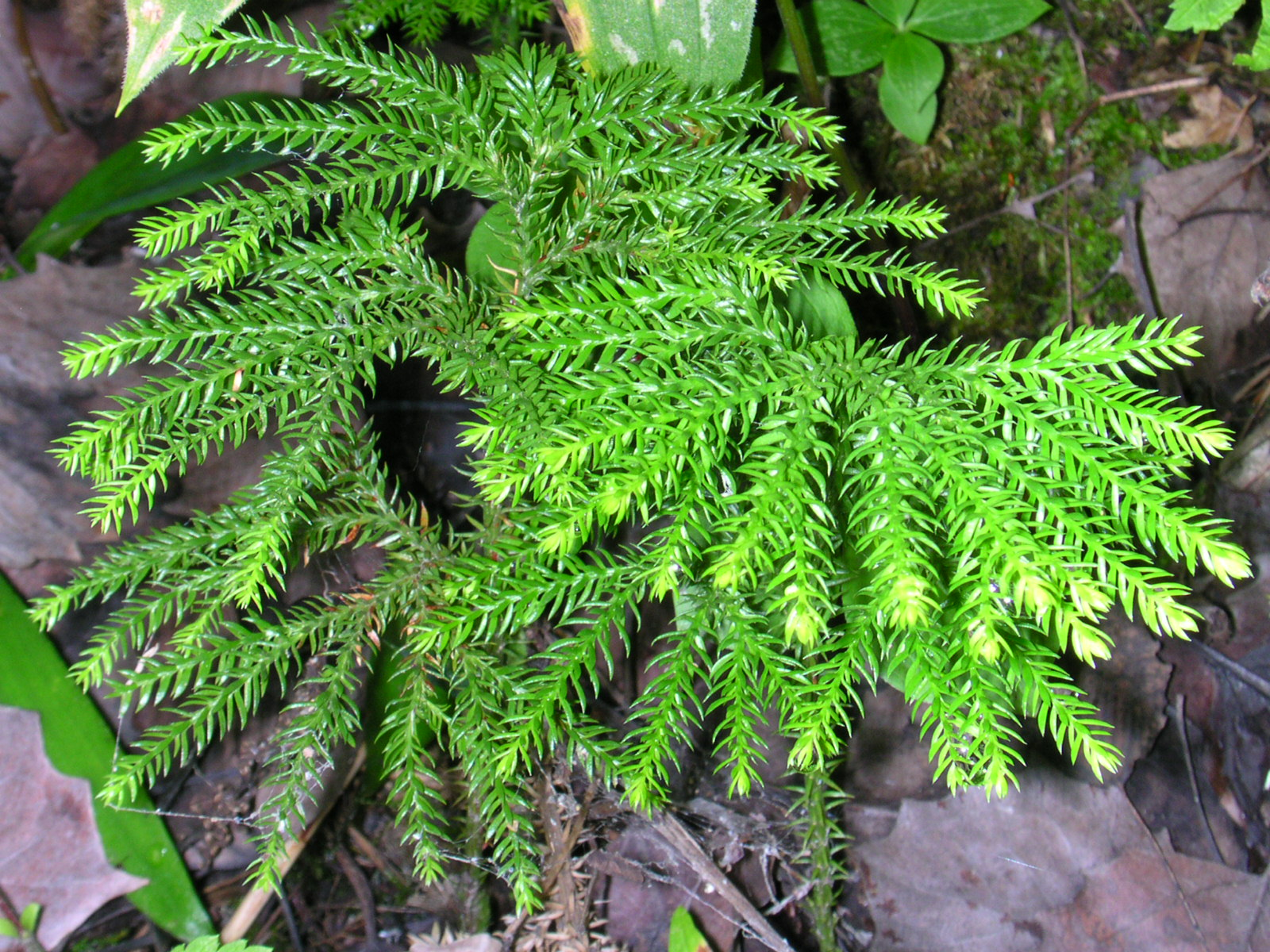